# 珍娜·荷茲
珍娜·荷茲（英語：Jenna Haze，1982年2月22日—）是一位美國電視色情演員，於2001年進入色情電影界。在2002年至2005年，她是吉兒·凱莉製作公司旗下女星。這段期間，荷茲大多只與女性表演，以表示對當時的攝影師男朋友的忠誠。她在2006年獲得多項大獎的作品《Jenna Haze Darkside》中重新與男性演出。荷茲贏過多項成人產業大獎，包括2003年成人影帶新聞獎的最佳新人和2009年的成人影帶新聞獎的年度最佳女演出者。

## 生平

### 早年
荷茲出生於加利福尼亞州富勒頓，成長於拉哈布拉，也曾住在蘭開斯特和明尼蘇達州因弗格羅夫高地。荷茲有兩位姐姐，一位哥哥。她有西班牙、德國和愛爾蘭血統。
她小時在學校的成績出色，但是在初中時「發現了男孩和性」。於15歲時決定退學，開始在家自學，也找到了第一份工作。她做過一系列的低薪工作，像是速食經理及換油女郎等等。
18歲時，荷茲嘗試脫衣舞表現。於19歲時，·荷茲在安納罕一間她最愛的夜總會中，男朋友將他介紹給好友──知名色情男星彼得·諾斯和演員兼導演克雷文·穆爾黑德（Craven Moorehead），荷茲欣然接受穆爾黑德所提出的拍片邀請。兩日後，她拍攝了第一部性愛場面。在進入成人業之前，荷茲取好了藝名；珍娜此名是她在派餅餐廳工作時，為了與名為珍妮佛（Jennifer）的同事區分而所使用；荷茲是為了紀念當時的未婚夫和她最愛的歌曲：吉米·罕醉克斯的《Purple Haze》。

## 外部連結
- Jenna Haze Official Site （页面存档备份，存于）